# Guru Meditation
Guru Meditation (litt. « méditation du gourou ») est un message d'erreur qui se produit lors d'un plantage général sur les premiers modèles de la gamme d'ordinateurs personnels Amiga. À l'origine, c'est en partie une plaisanterie interne (private joke) à l'entreprise. Ce message a été repris par quelques autres systèmes informatiques depuis.

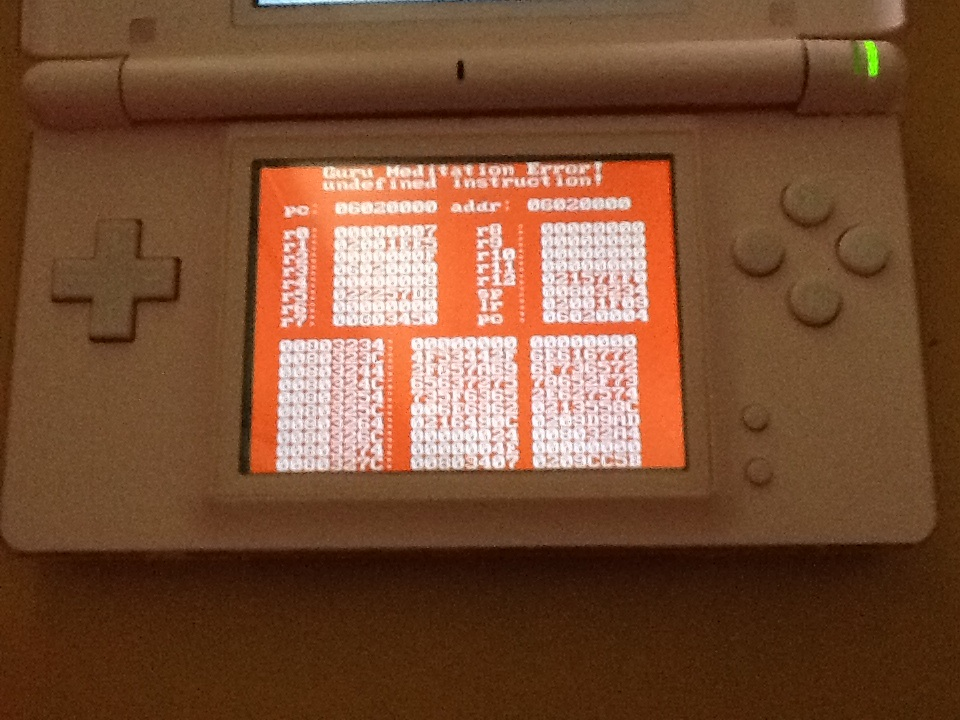
Message d'erreur de type Guru Meditation sur la Nintendo DS.

Le Guru Meditation est analogue au Blue Screen of Death que l'on trouve dans le système d'exploitation Microsoft Windows, ou de la panique du noyau que l'on trouve dans les systèmes d'exploitation basés sur Unix et Linux.

## Description
Juste avant que l'alerte Guru Meditation apparaisse, l'écran se noircit, la diode d'alimentation et celle d'activité disque peuvent clignoter.
Celle-ci apparaît dans une boîte rectangulaire noire qui se place dans la partie supérieure de l'écran. Ses limites et son texte sont en rouge quand c'est un Guru Meditation normal, ou vert/jaune quand il s'agit d'une erreur récupérable. Dans les versions 1.x de l'AmigaOS, contenu dans des ROMs connues sous le nom de Kickstart 1.1, 1.2 et 1.3, les erreurs sont toujours de couleur rouge. Dans les versions 2.x et 3.x de l'AmigaOS, les alertes récupérables sont vertes, sauf pour les premières versions 2.x où elles sont jaunes. En revanche, les erreurs fatales sont rouges pour toutes les versions.

Simulation d'un message d'erreur Guru Meditation sous AmigaOS.

Un Guru Meditation se produit quand le système rencontre une erreur critique qu'il ne peut pas traiter, comme une erreur du système d'exploitation, de mauvaises manipulations logicielles, ou un écrasement de la pile mémoire. Si le système d'exploitation n'a aucun moyen de résoudre le problème, ce dernier montre l'alerte et ce même s'il a de nombreuses erreurs critiques. Dans des cas extrêmes, l'alerte peut même ne pas s'afficher si la mémoire vive est entièrement pleine.
Quand un Guru Meditation apparaît, l'ordinateur exécute un débogueur nommé ROMWhack, qui est accessible en connectant un terminal à 9 600 bit/s au port série. Ceci permet d'aller voir le contenu de la machine et permet de déterminer ce qui a causé l'erreur.
Le texte du Guru Meditation est constitué de deux champs, séparés par un point. Le premier champ est le numéro de l'exception du Motorola 68000 qui s'est produite, ou un identifiant d'erreur interne (tel que le message « Out of memory ») ». Le second est le compteur d'instruction au moment où l'exception ou l'erreur s'est produite.
Le texte des messages d'alertes déroutait complètement la plupart des utilisateurs. Seuls les adeptes des techniques de l'Amiga savaient, par exemple, que l'exception 2 était une erreur de bus, et signifiait que l'ordinateur avait tenté d'accéder à une donnée sur une adresse inexistante. Les utilisateurs sans ces connaissances spécifiques n'avaient aucun recours, et se contentaient de regarder le « gourou » ou redémarraient simplement la machine dans l'espoir que cela refonctionne. Certains plantages nécessitaient l'extinction de l'Amiga et son ré-allumage pour fonctionner à nouveau.

## Origines
Le terme Guru Meditation remonte à l'époque du développement du noyau de l'AmigaOS dans la société Commodore, et c'est en partie une plaisanterie interne à l'entreprise.
L'un des premiers produits fabriqué par Amiga inc. était le joyboard, un contrôleur de jeu similaire à un joystick mais censé fonctionner avec les pieds et donc surmonté d'une planche. Il a été vendu avec le jeu de ski Mogul Maniac pour la console de jeu Atari 2600. Pour se détendre quand l'AmigaOS plantait, le développeur (le « gourou ») s'asseyait les jambes croisées sur le joyboard, essayant de le maintenir en équilibre, ressemblant de ce fait à un gourou indien méditant.
Pour l'Amiga 1200 et l'Amiga 4000, le terme « Guru Meditation » a été remplacé par « Software Failure » dans le Kickstart, mais quelques utilisateurs choisissent de les patcher pour retrouver le terme d'origine.

## Reprises du nom de l'erreur
Dans le système de virtualisation VirtualBox on trouve un message d'erreur appelé « Guru Meditation » quand une machine virtuelle plante.
Les sites web utilisant le proxy inverse Varnish affichent aussi un message « Guru Meditation » lorsqu'une erreur 503 survient. Cette erreur signifie que le logiciel Varnish ne peut pas communiquer avec le serveur http.
Le client YouTube alternatif pour Android, NewPipe, fait référence à cette erreur lorsqu'un problème survient pour accéder à une vidéo.